# Dürrenhofe

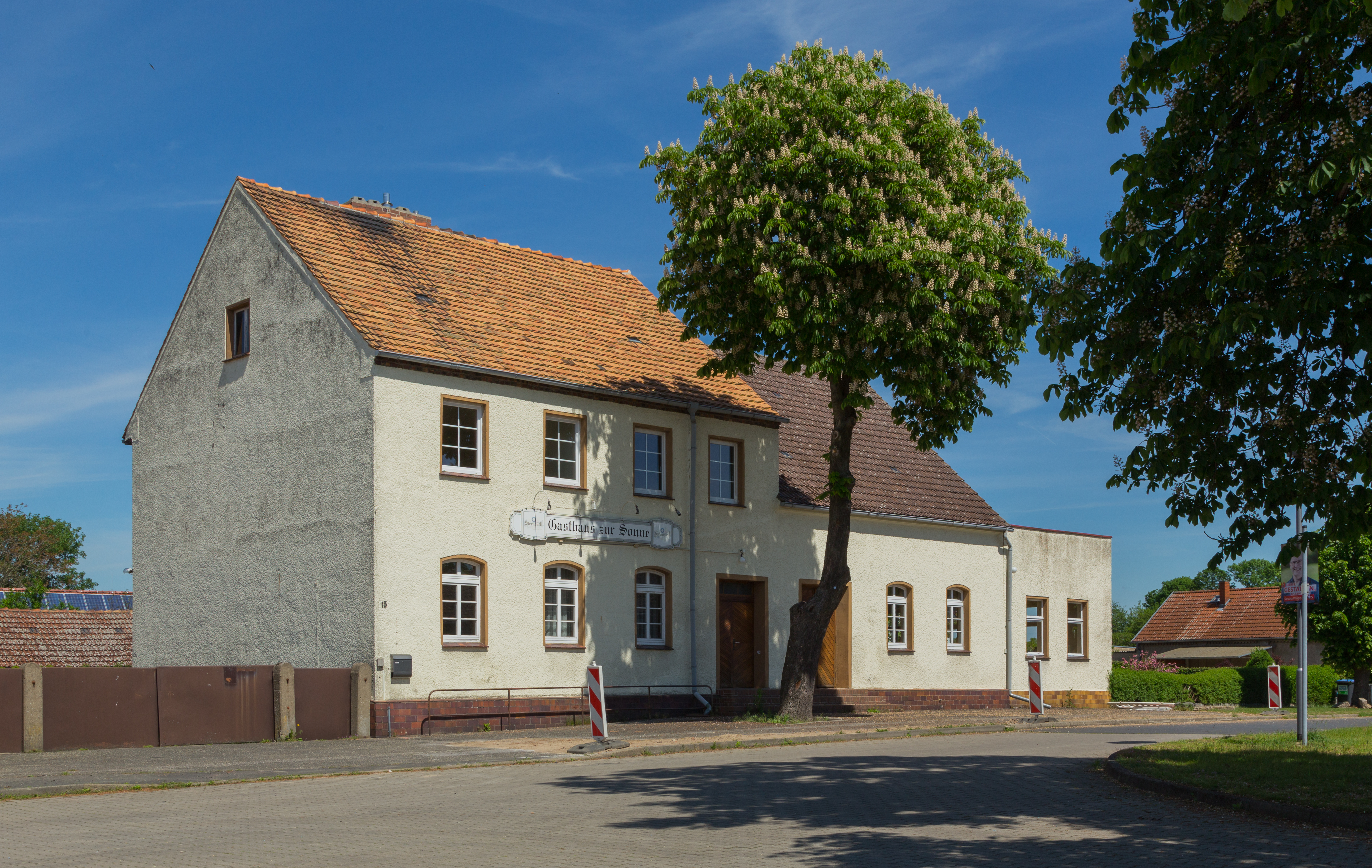
Das ehemalige Gasthaus zur Sonne, Kirchsteig 13 (2019)

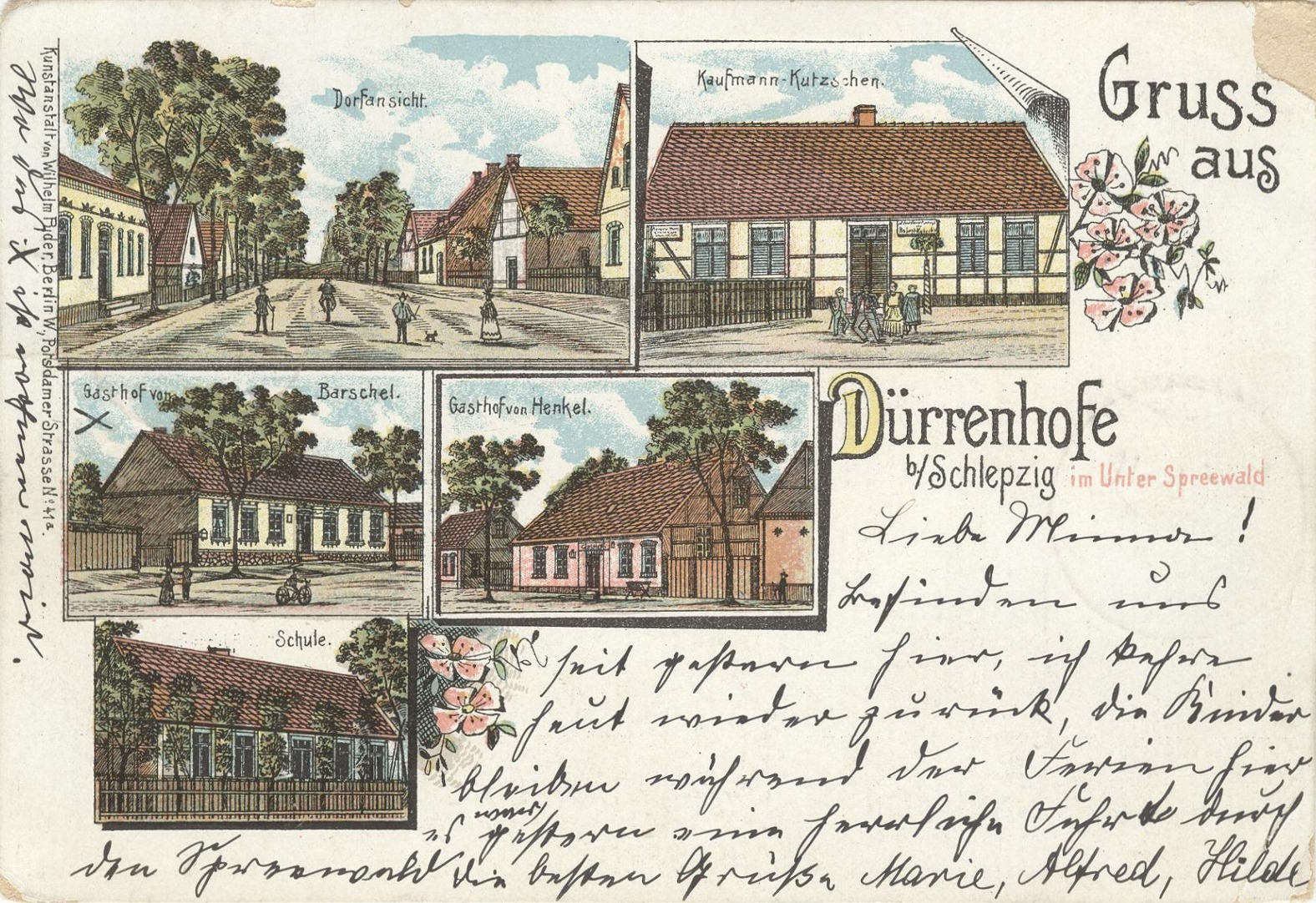
Dürrenhofe auf einer Postkarte, um 1905

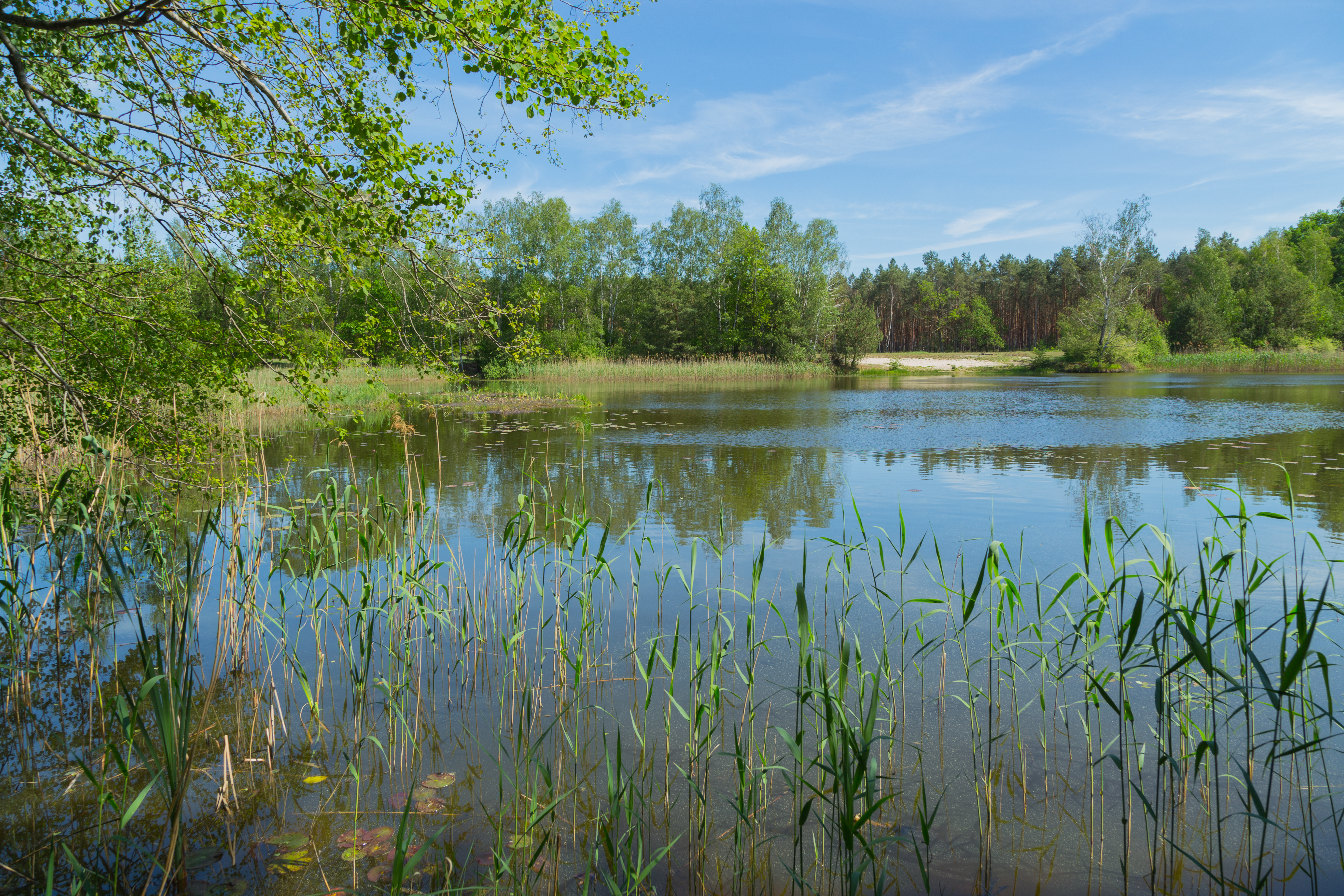
Dürrenhofer See im Nordteil des Gemeindegebiets, Teil des Naturschutzgebiets Dürrenhofer Moor (2019)

Dürrenhofe (niedersorbisch Dwóry) ist ein Ortsteil der Gemeinde Märkische Heide im Landkreis Dahme-Spreewald in Brandenburg. Bis zur Eingemeindung nach Märkische Heide am 26. Oktober 2003 war Dürrenhofe eine eigenständige Gemeinde, die vom Amt Märkische Heide verwaltet wurde.

## Lage
Dürrenhofe liegt an der Grenze zum Unterspreewald, etwa elf Kilometer nordöstlich der Stadt Lübben. Umliegende Ortschaften sind Kuschkow im Norden, Gröditsch im Nordosten, Krugau im Osten, Biebersdorf im Südosten, der Lübbener Gemeindeteil Börnichen im Süden, Schlepzig im Westen sowie der Ortsteil Neu Lübbenau der Gemeinde Unterspreewald im Nordwesten.
Dürrenhofe liegt an der Kreisstraße K 6122. Etwa drei Kilometer nördlich des Ortskerns verläuft die Bundesstraße 179, drei Kilometer südlich die Landesstraße L 42, die das Dorf mit Lübben und Schlepzig verbindet.

## Geschichte
Dürrenhofe wurde erstmals im Jahr 1426 unter dem Namen Dornhave urkundlich erwähnt. Der Ortsname beschreibt einen Hof auf dürrem Boden, der wenig Erträge bringt. 1450 wurde der Ort Dorenhafe genannt. Dürrenhofe wurde in seiner ursprünglichen Form als Sackgassendorf angelegt.
Ab 1666 wurde Dürrenhofe vom kursächsischen Amt Lübben verwaltet. Nach den Beschlüssen des Wiener Kongresses kam der Ort zum Königreich Preußen und gehörte dort zum Kreis Lübben in der Provinz Brandenburg. Im Jahr 1844 hatte Dürrenhofe 261 Einwohner, die in 41 Gebäuden lebten. Das Dorf war, wie alle in der Umgebung, landwirtschaftlich geprägt. Das Amt Lübben wurde 1874 aufgelöst.
Bei der DDR-Gebietsreform am 25. Juli 1952 wurde die Gemeinde Dürrenhofe dem neu gebildeten Kreis Lübben im Bezirk Cottbus zugeordnet. Nach der Wiedervereinigung lag Dürrenhofe zunächst im Landkreis Lübben und schloss sich am 2. November 1992 dem Amt Märkische Heide an. Im Zuge der brandenburgischen Kreisreform vom 6. Dezember 1993 wurde die Gemeinde dem Landkreis Dahme-Spreewald zugeordnet. Am 26. Oktober 2003 wurde Dürrenhofe mit den Gemeinden des Amtes Märkische Heide zu der neuen Gemeinde Märkische Heide zusammengeschlossen und das Amt aufgelöst.

## Bevölkerungsentwicklung
| Jahr | Einwohner |
| ---- | --------- |
| 1875 | 299       |
| 1890 | 303       |
| 1910 | 309       |
| 1925 | 290       |
| 1933 | 260       |
| 1939 | 241       |
| 1946 | 360       |
| 1950 | 339       |
| 1964 | 303       |
| 1971 | 275       |
| 1981 | 263       |
| 1985 | 267       |
| 1989 | 278       |
| 1995 | 272       |
| 2002 | 287       |

## Persönlichkeiten
- Kathrin Schneider (* 1962), Politikerin (SPD), Landesministerin in Brandenburg, lebt in Dürrenhofe